# Hemiceras sparsipennis
Hemiceras sparsipennis är en fjärilsart som beskrevs av Walker 1857. Hemiceras sparsipennis ingår i släktet Hemiceras och familjen tandspinnare. Inga underarter finns listade i Catalogue of Life.